# Senožeče
Senožeče so naselje s približno 600 prebivalci (Krajevna skupnost jih ima več kot 1000) v Občini Divača, ki spada pod upravno enoto Sežana.
Kraj je zrasel ob nekdaj pomembni cesti, ki je vodila iz Primorja na Kranjsko. Tod je stal na vzpetini nad krajem verjetno že sredi 12. stoletja Stari grad, prvikrat omenjen sicer šele leta 1275 kot grad Snosetsch. Poškodovan je bil v času turških vpadov, dokončno uničen pa v katastrofalnem potresu leta 1511. Nasledil ga je dvorec ob vznožju grajske vzpetine, ki ga je v 17. stoletju dala postaviti plemiška družina Porzia in je služil kot sedež okrajnega sodišča, tudi ta je danes v razvalinah. Po dograditvi južne železnice, ki je kraj zaobšla, so Senožeče, znane nekdaj po lesnih in živinskih sejmih, začele počasi gospodarsko nazadovati. Po drugi svetovni vojni sta v kraju zrasli dve tovarni, tekstilna in avtomobilska.
V kraju stoji župnijska cerkev sv. Jerneja. Senožeče so tudi vmesna točka Slovenske planinske poti, ki vodi od Razdrtega skozi naselje na Vremščico. V bližnji okolici poteka 2850 metrov dolga gozdna učna pot Djestence.

## Zgodovina
Senožeče so v okviru Avstro-Ogrske spadale pod deželo Kranjsko. Leta 1854 je bil v Senožečah sedež okraja, znotraj katerega je bilo 17 občin; med njimi tudi občina Senožeče. Posamezne dežele so sprejele svoje občinske rede in občinske volilne rede. Kranjska je svoj občinski zakon sprejela 17. februarja 1866. Število občin se je takrat zmanjšalo, vendar se je senožeška občina ohranila. Po podatkih iz leta 1869 je bila vključena v sodnijski okraj Senožeče, ta pa pod okrajno glavarstvo Postojna. V občini Senožeče je bilo takrat 199 hiš s 1091 prebivalci (577 moških in 514 žensk). Po navedbah za leto 1884 je občina še vedno obsegala vas Gabrče in vas Senožeče. Število hiš se je povečalo na 204, število prebivalcev na 1101 (583 moških in 518 žensk). Vsi prebivalci, z izjemo enega protestanta, so se opredelili kot katoličani. Za občevalni jezik je 1073 ljudi izbralo slovenščino, 16 nemščino, pet pa drug jezik.
Leta 1900 je občina Senožeče, z naselji Gabrče in Senožeče, obsegala 2874 hektarjev, na katerih je v 183 hišah živelo 916 prebivalcev (470 moških in 446 žensk). 909 ljudi se je izreklo za katoliško veroizpoved, pet za »izraelsko« veroizpoved, eden za evangeličana, eden je izbral možnost »drugo«. Zopet je večina uporabljala slovenski občevalni jezik (894 ljudi), 17 ljudi je uporabljalo nemščino, dva drug jezik. V Senožečah je bil davčni urad, oddelek finančne straže, okrajno sodišče, notar, rimokatoliška fara, kuratov beneficij, podružnična cerkev (še ena v Gabrčah), ljudska šola s štirimi razredi, zdravnik, dve babici, gasilska služba, odgonska postaja, »Naturalverpflegsstation«, trije orožniki, hranilno in posojilno društvo, poštni urad in telegrafska postaja.
V krajevnem repertoriju s podatki za leto 1910 je navedeno, da je občina Senožeče obsegala 2890 hektarov in 179 hiš z 844 prebivalci (433 moških in 411 žensk). Od teh je bilo 835 katolikov, 5 evangeličanov, eden »izraelske« veroizpovedi, trije so bili drugih ver. 817 ljudi je govorilo slovensko, trije nemško, 21 ljudi druge jezike. Ob popisu so bili v občini trije tujci. Opremljenost občine je bila enaka kot pred desetimi leti, dodatno sta navedena le kmetijsko podružnično društvo in razvaline (verjetno starega gradu).
Po prvi svetovni vojni je italijanska vojska, na podlagi premirja, sklenjenega 3. novembra 1918, zasedla zahodni del slovenskega ozemlja. Meja je bila natančno določena 12. novembra 1920 z rapalsko pogodbo. Politični okraj Postojna, v katerega so bile vključene Senožeče, je takrat prišel pod italijansko državo. Celotno priključeno ozemlje je tvorilo skupno politično in upravno enoto imenovano Julijska Krajina, ki je bila pod pristojnostjo generalnega civilnega komisarja v Trstu.
Nekdanja deželni zbor in odbor sta sama prenehala z delovanjem, čeprav nista bila prepovedana. Kot njuno nadomestilo je italijanska vlada avgusta 1921 imenovala izredna deželna odbora za Istro in Goriško-Gradiščansko. Do priključitve k Italiji so na slovenskem ozemlju delovale dotakratne občine, med njimi tudi občina Senožeče z 916 prebivalci. Sprva so na čelu občin ostali župani izvoljeni še pod avstrijsko oblastjo, a so jih italijanske oblasti kmalu začele zamenjevati s civilnimi občinskimi komisarji. Konec leta 1922 je bila Julijska krajna razdeljena na tri pokrajine. Senožeče so spadale v Tržaško pokrajino.
Do velikih sprememb je prišlo v letih 1927 in 1928, ko je potekala komasacija občin. Komasacija občine Senožeče ni prizadela. Ta je spadala v Tržaško pokrajino in je vključevala prejšnje občine Senožeče, Dolenja vas, Laže, Senadole, Gabrče in Potoče, štela pa je 1371 prebivalcev.
Takšno stanje se je ohranilo vse do kapitulacije Italije in celo pod nemško oblastjo. S prihodom Nemcev se je spremenilo le to, da so ti na položaj podesta imenovali sebi naklonjene ljudi in jim dodelili nemške svetovalce. Poleg italijanskih in nemških oblastev, so posebno po kapitulaciji Italije, začeli nastajati novi organi ljudske oblasti, narodnoosvobodilni odbori, ki so se organizirali na podlagi narodnoosvobodilnega gibanja.
Po drugi svetovni vojni je bila meja med Italijo in Jugoslavijo dogovorjena 10. februarja 1947, ozemlje pa je bilo priključeno FLRJ 16. septembra istega leta. Po Zakonu o upravni razdelitvi Ljudske republike Slovenije iz 23. februarja 1948 so Senožeče spadale pod okraj Sežana, ki se je delil na 41 krajevnih ljudskih odborov. V letu 1949 so bile uvedene oblasti. Primorska oblast, s sedežem v Postojni, je sprva obsegala tudi okraj Sežana, kasneje je ta okraj pripadel Goriški oblasti. Oblasti so bile že po dveh letih ukinjene.
Aprila 1952 je prišlo do oblikovanja novih občin. Okraj Sežana je tedaj obsegal 13 občin, med katerimi je bila tudi občina Senožeče. V občini je bilo 1081 prebivalcev (514 moških in 567 žensk), po drugih navedbah pa le 1031 prebivalcev. V 252 hišah je bilo 282 gospodinjstev. Občina je obsegala površino 7005 hektarjev, na kateri so bila naselja Dolenja vas, Gabrče, Laže, Otošče, Potoče, Senadole ter Senožeče. V občini sta delovali dve osnovni šoli (šolo v Dolenji vasi je obiskovalo 27 učencev in učenk, šolo v Senožečah 58 učencev in učenk) in pošta.
Leta 1955 je prišlo do vzpostavitve komunalnega sistema, s čimer so občine dobile položaj komune. Senožeče so po tej ureditvi spadale v občino Divača s 5300 prebivalci, ta pa pod okraj Koper. Z zakonskimi spremembami je leta 1959 prišlo do ukinitve divaške občine. Njeno ozemlje je bilo skupaj s komensko občino in kasneje priključitvijo dela hrpeljske občine vključeno v občino Sežana. Senožeče so pod sežansko občino ostale do osamosvojitve Slovenije. Znotraj občine je bilo organiziranih 34 krajevnih skupnosti, tudi KS Senožeče.
V samostojni Sloveniji je bilo po zakonu o referendumu za ustanovitev občin oblikovanih 340 referendumskih območij, na katerih je bil 29. maja 1994 izveden referendum. Senožeče so na svojem referendumskem območju izglasovale ustanovitev svoje občine, ki pa se ni oblikovala. Krajevna skupnost Senožeče je na Ustavno sodišče RS podala vlogo za oceno ustavnosti zakona o ustanovitvi občin. Državni zbor je sicer moral odpraviti neskladnosti z ustavo, vendar občina Senožeče vseeno ni bila ustanovljena. Kraj je pripadel občini Divača, ki je bila ustanovljena 6. novembra 1994. Isti občini Senožeče pripadajo še danes.
Župansko mesto sta v današnji občini Divača dvakrat zasedla kandidata iz območja krajevne skupnosti Senožeče. Zaradi smrti takratnega župana Rajka Vojtkovszkega, je 8. julija 2006 župansko funkcijo do naslednjih rednih volitev jeseni istega leta prevzel najstarejši občinski svetnik Bojan Boštjančič, doma iz Senožeč. Leta 2014 je županja postala Alenka Štrucl Dovgan, doma iz Dolenje vasi.
V vasi danes deluje podružnica Osnovne šole dr. Bogomirja Magajne Divača, za predšolsko vzgojo je poskrbljeno v  senožeški enoti Vrtca Sežana. Zdravstveno oskrbo nudi Zdravstveni dom Sežana, ambulanta Senožeče. V vasi ima svojo poslovalnico Pošta Slovenije, na kateri deluje Poštna banka Slovenije. Senožeče imajo tudi trgovino in bencinsko črpalko.